# 지증왕
지증왕(智證王, 437년 ~ 514년, 재위: 500년 음력 11월 ~ 514년)은 신라의 제22대 왕이다. 지대로(智大路, 삼국사기), 지도로(智度盧, 삼국사기와 삼국유사, 至都盧, 포항 냉수리 신라비), 지철로(智哲老, 삼국사기)라고도 하였다. 내물 마립간의 증손이며 복호 갈문왕의 손자이자 습보 갈문왕(習寶)의 아들이다. 전임 소지 마립간과는 6촌 형제간이었다. 법흥왕의 아버지로 지증 마립간(智證麻立干)이라고도 한다. 502년 순장법을 금하고 농사를 장려하였으며, 소를 길러 땅을 갈게 하였다. 이듬해 국호를 신라로 정하고, 마립간 대신 중국식 군주의 칭호인 왕의 칭호를 사용하였다.
즉위 전 갈문왕에 책봉되어 지도로 갈문왕(至都盧 葛文王)이 되고, 소지 마립간으로부터 후계자로 지명되어 즉위하였다. 그는 제도와 체제를 개편, 정비하여 504년 상복법을 제정하였으며, 505년 주, 군, 현을 정하고 각 주에 군주를 두었다. 509년 서울에 동시(東市)를 두었고, 512년 우산국(울릉도)을 정복하였다. 또한 한국의 고대 사회에서부터 전해지던 순장 풍습을 최초로 폐지한 군주이기도 하다. 시호는 지증인데, 신라 최초의 시호이기도 하다. 6촌 형제간인 소지 마립간과 사돈이었고 즉위 전 갈문왕에 봉해진 것이 영일냉수리신라비를 통해 확인되었다.

## 생애

### 젊은 시절
마립간의 칭호를 마지막으로 사용한 임금이다. 성은 김씨이며, 이름은 지철로라고 한다. 내물 마립간의 증손자이며 할아버지는 갈문왕 김복호이고, 아버지는 습보 갈문왕(習寶)이며 어머니는 조생부인 김씨(鳥生夫人 金氏)이다. 복호의 형은 눌지 마립간으로, 그는 소지 마립간의 재종 아우이다.
부인은 연제부인(延帝夫人) 박씨이며, 소지 마립간이 아들이 없이 죽어 64세에 왕위를 이었다. 514년 죽은 뒤 시호를 지증이라 하였는데, 이때 이후로 신라의 시호법이 시작되었다.
영일냉수리신라비(迎日冷水里新羅碑)에 의하면 503년에 사탁부(沙啄部) 소속에 지도로 갈문왕(至都盧葛文王)으로 기록되었다. 왕으로 즉위하기 전에 갈문왕에 제수된 것이다. 서자 산종만이 있었던 소지 마립간은 사위인 원종을 염두에 두고 자신의 사촌들을 제치고, 6촌이자 사돈인 그를 차기 왕위 계승자로 내정했던 것이다.

### 치세 기간
500년 음력 11월에 왕이 즉위했다고 한다. 그러나 삼국유사는 남제 영원 3년(501년)에 왕이 즉위했다는 기록을 함께 전하고 있다. 502년 순장을 금하고, 신궁에서 직접 제사를 지냈다. 음력 3월에 주주(州主)와 군주(郡主)에게 각각 명하여 농사를 권장케 하였고, 처음으로 소를 부려 논밭갈이를 하였다. 503년에 국호를 신로(新盧)·사라(斯羅)·서나(徐那)·서야(徐耶)·서라(徐羅)·서벌(徐伐) 등에서 “신라”(新羅)로 통일하였다.
즉위 초부터 그는 각종 제도와 국가 내부 체제 개편을 추진하였다. 504년 음력 4월 상복법을 제정하고, 음력 9월에 파리, 미실, 진덕, 골화 등 12성을 쌓는 등 고대 국가로서의 기반을 다졌다.
509년에는 시사(市肆, 혹은 시전)를 관리 감독하는 관청인 동시전(東市典)을 설치하였다. 이리하여 무역과 상인들의 거래를 단속, 통제하였다.
또한 처음으로 지방에 군주(軍主)를 두었다. 512년 실직주(悉直州)의 군주이자 이찬 이사부로 하여금 우산국을 복속시켜 해마다 토산물을 공물로 바치게 하였다.
한편 삼국사기와 삼국유사에는 기골이 장대하고 체구가 커서 배우자가 없었던 지증왕에게는 알맞은 배우자가 없었는데 신하를 보내 신라 국내를 수소문하던 중 연제부인(延帝夫人)을 발견하여 배우자로 삼았다는 전설이 전한다.

## 가계
- 조부 : 복호 갈문왕(卜好 葛文王)
- 외조부 : 신라 제19대 국왕 눌지 마립간(訥祗 麻立干, ? ~458 재위:417~458)
- 외조모 : 아로부인 김씨(阿孝夫人 金氏) - 실성 마립간의 딸
  - 아버지 : 습보 갈문왕(習寶 葛文王)
  - 어머니 : 조생부인 김씨(鳥生夫人 金氏)
    - 이부동생 : 선혜부인
    - 왕비 : 연제부인 박씨(延帝夫人 朴氏)
      - 장남 : 법흥왕(法興王, ? ~540 재위:514~540)
      - 차남 : 입종 갈문왕(立宗 葛文王)
      - 삼남 진종(珍宗)
      - 장녀 : 어사추
        - 손자 : 신라 제24대 국왕 진흥왕(眞興王, 534~576 재위:540~576)

## 설화
지증왕설화는 《삼국유사》 기이편(紀異篇)과 《삼국사기》 김유신조에 수록되어 있다. 

## 기타
신하들이 왕비가 될 여성을 찾으러 다니던 중 경주 남산의 연못에 큰 똥덩이가 있는 것을 보고, 그 큰 똥의 주인이 여성이라면 왕을 감당할 것이라 보고 수소문한 끝에 이찬 박등혼의 딸이라 하였다. 이에 신하들이 등혼의 딸을 간택하여 왕비로 들이니 그가 왕비인 연제부인이라는 것이다.
이 설화는 다만 《삼국사기》에는 소개되어 있지 않으며, "몸이 크고 담력이 뛰어났다"고만 밝히고 있다. 박노자 교수는 정통성이 약했던 지증왕이, 고대인의 성기 숭상 문화와 연관지어 위상을 높였다는 해석을 제기하고 있다.
왕릉은 문헌상 비정되는 곳은 없으나, 현대 고고학적 연구를 통해 천마총이 지증왕의 능으로 보고 있다. 피장자의 키가 160cm 내외로 추정된다.

## 같이 보기
- 통일신라
- 고구려
  - 문자명왕 (492년 ~ 519년)
- 백제
  - 동성왕 (479년 ~ 501년)
  - 무령왕 (501년 ~ 523년)